# Haut-Bocage
Haut-Bocage est une commune nouvelle située dans le département de l'Allier, en région Auvergne-Rhône-Alpes, créée le 1er janvier 2016.

## Géographie

### Climat
Pour des articles plus généraux, voir Climat d'Auvergne-Rhône-Alpes et Climat de l'Allier.
En 2010, le climat de la commune est de type climat océanique dégradé des plaines du Centre et du Nord, selon une étude du CNRS s'appuyant sur une série de données couvrant la période 1971-2000. En 2020, Météo-France publie une typologie des climats de la France métropolitaine dans laquelle la commune est dans une zone de transition entre le climat océanique altéré et le climat de montagne ou de marges de montagne et est dans la région climatique Ouest et nord-ouest du Massif Central, caractérisée par une pluviométrie annuelle de 900 à 1 500 mm, maximale en automne et en hiver.
Pour la période 1971-2000, la température annuelle moyenne est de 11,3 °C, avec une amplitude thermique annuelle de 15,9 °C. Le cumul annuel moyen de précipitations est de 799 mm, avec 10,5 jours de précipitations en janvier et 7,6 jours en juillet. Pour la période 1991-2020, la température moyenne annuelle observée sur la station météorologique de Météo-France la plus proche, sur la commune de Montluçon à 16 km à vol d'oiseau, est de 12,0 °C et le cumul annuel moyen de précipitations est de 637,1 mm,. Pour l'avenir, les paramètres climatiques de la commune estimés pour 2050 selon différents scénarios d'émission de gaz à effet de serre sont consultables sur un site dédié publié par Météo-France en novembre 2022.

## Urbanisme

### Typologie
Au 1er janvier 2024, Haut-Bocage est catégorisée commune rurale à habitat très dispersé, selon la nouvelle grille communale de densité à 7 niveaux définie par l'Insee en 2022.
Elle est située hors unité urbaine. Par ailleurs la commune fait partie de l'aire d'attraction de Montluçon, dont elle est une commune de la couronne,. Cette aire, qui regroupe 58 communes, est catégorisée dans les aires de 50 000 à moins de 200 000 habitants,.

## Histoire
Créée par un arrêté préfectoral du 17 décembre 2015, elle est issue du regroupement des trois communes de Givarlais, Louroux-Hodement et Maillet qui deviennent des communes déléguées. Son chef-lieu est fixé à Maillet.

## Politique et administration
Jusqu'aux prochaines élections municipales de 2020, le conseil municipal de la nouvelle commune est constitué de l'ensemble des conseillers municipaux des anciennes communes. 

### Liste des maires
| Période        | Période                      | Identité             | Étiquette | Qualité                            |
| -------------- | ---------------------------- | -------------------- | --------- | ---------------------------------- |
| 8 janvier 2016 | En cours (au 8 juillet 2020) | Jean-Michel Laprugne |           | Agriculteur retraité Réélu en 2020 |

### Anciennes communes
Les maires des anciennes communes sont de droit maires délégués de chacune des anciennes communes.
| Nom              | Code Insee | Intercommunalité  | Superficie (km2) | Population (dernière pop. légale) | Densité (hab./km2) |
| ---------------- | ---------- | ----------------- | ---------------- | --------------------------------- | ------------------ |
| Maillet (siège)  | 03158      | CC du Val de Cher | 26,61            | 896 (2014)                        | 34                 |
| Givarlais        | 03123      | CC du Val de Cher | 14,85            | 246 (2013)                        | 17                 |
| Louroux-Hodement | 03153      | CC du Val de Cher | 29,18            | 343 (2013)                        | 12                 |

## Démographie
L'évolution du nombre d'habitants est connue à travers les recensements de la population effectués dans la commune depuis sa création.

En 2022, la commune comptait 850 habitants, en évolution de −4,71 % par rapport à 2016 (Allier : −1,38 %, France hors Mayotte : +2,11 %).
| 2014 | 2015 | 2016 | 2017 | 2022 |
| ---- | ---- | ---- | ---- | ---- |
| 896  | 894  | 892  | 888  | 850  |

## Culture locale et patrimoine

### Lieux et monuments
- Église Saint-Denis de Maillet, du XIIe et XIVe siècles (restaurée).
- Église Saint-Genès de Givarlais.
- Église Saint-Jean-Baptiste de Louroux-Hodement.
- Château de Maillet datant du XIVe siècle.